# Gobabis
Gobabis este un oraș din Namibia. Este localizat la marginea deșertului Kalahari, pe șoseaua care leagă Windhoek de Botswana. Localitatea a fost fondată în anul 1856 de către Societatea Misionară Renană. Numele orașului se traduce din limba nama ca și loc de discuție. În 2001 localitatea avea o populație de 13.856 locuitori.